# Episodi de La vita promessa (seconda stagione)

Logo tratto dai titoli di testa

La seconda stagione della serie televisiva La vita promessa, composta da 3 episodi, è stata trasmessa in prima visione (nella fascia oraria della prima serata) su Rai 1 ogni domenica dal 23 febbraio all'8 marzo 2020.
| Nº | Titolo     | Prima TV         |
| -- | ---------- | ---------------- |
| 1  | Episodio 1 | 23 febbraio 2020 |
| 2  | Episodio 2 | 1º marzo 2020    |
| 3  | Episodio 3 | 8 marzo 2020     |

## Episodio 1
Little Italy, marzo 1937. Viene celebrato il matrimonio tra Maria e Alfio. Turi (soprannome di Salvatore) vede in Alfio un intruso, ma Carmela lo rassicura sul fatto che sia una brava persona. Alfredo insegna a sua madre a guidare, le racconta di un insuccesso lavorativo e del timore che la sua ricca fidanzata Sharon possa non ritenerlo alla sua altezza. Rosa riceve una notifica di sfratto che comprende la tipografia, e quando la mostra a Carlo lui le dice che intende tappezzare la città con manifesti di protesta con i suoi lavoratori, affinché la zona non diventi “un quartiere per ricchi”. Rosa chiede a Rocco di badare ai suoi figli, senza che Carmela lo sappia: infatti Rosa ha trovato un terzo lavoro (oltre a stirare e curare la tipografia), ossia ballare con degli uomini in un locale. Quando Rosa torna nell'appartamento trova Carmela, chiamata da Pietro poiché ad Angelo è venuta la febbre alta: le due discutono molto duramente, al punto che Rocco, stressato dalla loro ennesima lite, scappa. Nel frattempo, grazie ad alcuni complici, Spanò evade da un penitenziario in Nebraska.
Quattro ore dopo, la polizia rinviene il fazzoletto e lo zufolo di Rocco sui binari di una ferrovia, perciò dev'essere salito su un treno merci di passaggio. Dopo venti giorni, Alfredo scrive una lettera ad Amedeo Ferri che si è recato nella Germania nazista per lavoro dopo che Carmela ha gentilmente respinto la sua proposta di matrimonio. Nel paese tedesco Amedeo non si sente bene, così viene visitato da Bruno Morelli, un ex cardiologo ebreo italiano: Amedeo prende a cuore il destino della sua famiglia, composta dalla moglie Verena e dalla figlia Sarah, dopo che lo stesso Bruno viene prelevato dalle SS. Antonio, che ha trovato lavoro come croupier in un casinò gestito da mafiosi, viene informato da Angela che il boss Lucky Luciano vuole incontrarlo: a sorpresa all'incontro c'è anche Spanò, in quanto il boss vuole che i due smettano di farsi la guerra. Il giorno seguente Antonio incontra l'agente dell'FBI Cesare Vitale, per il quale fa il doppio gioco fornendo informazioni in cambio di protezione per la sua famiglia: Cesare chiede quindi che venga aumentata la sorveglianza per i Rizzo.
A pranzo sorgono delle tensioni tra Antonio e Alfredo, poiché il secondo disprezza le frequentazioni del fratello; più tardi, Carmela e Antonio hanno una breve discussione in cui si chiariscono. Al locale dove lavora, Rosa incontra Cesare, che si mostra molto galante, tanto da aver comprato tutti i suoi gettoni e riaccompagnarla a casa. Maria ha un incubo riguardo al suicidio di Mosè, dovuto alla sua relazione clandestina con Alfio, e confessa al marito di temere che Turi sospetti del motivo che ha portato suo padre a suicidarsi. Antonio accompagna Turi in spiaggia e gli mostra alcuni trucchi di magia, poi il nipote ammette di non voler tornare a casa perché Alfio gli sta antipatico, ma Antonio risponde che deve rispettarlo perché ora è uno di famiglia. Al ristorante Carmela incontra Amedeo, sbarcato da poche ore, pronto per aiutarli a ritrovare Rocco: l'uomo le annuncia l'arrivo della famiglia Morelli, e Carmela si offre di ospitarli. Un mese dopo, Carmela e Amedeo trovano a Ellis Island solamente la piccola Sarah: i suoi genitori non avevano abbastanza denaro per pagare i nazisti e partire insieme, quindi è partita solo lei, che viene sistemata nella stanza di Rocco.
Carmela dice ad Amedeo che dovranno andare alla tipografia di Carlo perché sa che di nascosto viene aiutato chi ne ha bisogno; Sarah ha un incubo e i due la rassicurano, ma Carmela è turbata dai parallelismi di ciò che è capitato a Bruno e a Rocco. Il giorno seguente Carlo afferma che l'unico modo per salvare i genitori di Sarah è creare passaporti falsi in cui non risulti che sono ebrei, e Amedeo provvederà a spedirli in Germania al socio Berger con una commessa falsa per l'acquisto di macchinari. Durante una passeggiata al parco Carmela afferma di temere che la sua vita cada in pezzi, ma Amedeo la incoraggia dicendole che è e sarà sempre la forza della famiglia, poi si baciano. Sarah conosce Maria, Alfio e Turi, il quale rimane subito affascinato da lei. A pranzo, Amedeo rivela che Carmela è riuscita ad iscrivere Sarah nella stessa scuola di Turi, il quale le mostra alcuni trucchi di magia appresi dallo zio. Carmela riceve una segnalazione perché è stato trovato un uomo morto al fiume, ma quando Amedeo viene chiamato a riconoscerlo scopre che non si tratta di Rocco.
Carmela telefona ad Amedeo, che ha un malore e non riesce a risponderle; la donna lo raggiunge nel suo appartamento e lo trova steso a terra. Arriva un cardiologo: il cuore di Amedeo è debole, e anche se potrà riprendere alcune funzioni vitali, nonostante la situazione critica, deve riposare. Carmela trova alcune lettere di Amedeo in cui esprime tutto l'amore provato per lei negli anni e il desiderio di sposarla non appena Rocco verrà ritrovato. Amedeo ribadisce a parole quanto scritto, poi prende l'anello di sua madre (ricordandole quando, sei anni prima, le chiese di sposarlo prima di partire per la Germania, ricevendo un rifiuto poiché ancora legata al precedente matrimonio), e glielo infila al dito; Carmela accetta la proposta. La salute di Amedeo peggiora improvvisamente, così Carmela chiama Alfredo pregandolo di contattare il cardiologo; arrivano anche Maria, Alfio, Turi, Sarah, Antonio e Rosa. Alfredo si sente in colpa per avergli spedito la lettera chiedendogli di tornare, pensando che forse è stato il viaggio ad aver peggiorato la sua salute, ma Alfio gli assicura che non è così. Purtroppo Amedeo muore.
Mandata da Spanò, Angela si presenta da Carmela per farle le condoglianze, sostenendo che l'unico modo per rivedere Rocco è parlare con gli “amici” di Salvo; Carmela però non vuole avere a che fare con criminali e assassini, e la caccia via. Carmela visita le tombe di Michele e di Amedeo, venendo sorpresa da Spanò, che si propone di riportarle a casa Rocco nonostante i rifiuti della donna; lui afferma che la violenza inflitta a Rocco fu un ordine del barone, ma Carmela non gli crede. Spanò si dice pronto a servirla senza volere nulla in cambio, anche se ricercato dalla polizia; la donna gli dà uno schiaffo e gli intima di lasciarla in pace, ma lui le chiede di pensare ancora alla sua proposta. Spanò è deciso a ritrovare Rocco, vivo o morto.
- Ascolti: telespettatori 4 565 000 – share 19,2%[3].

## Episodio 2
Finalmente Bruno raggiunge New York e incontra Carmela, che gli annuncia la morte di Amedeo, avvenuta il mese prima; anche Verena, la moglie di Bruno, è deceduta, uccisa dai soldati nazisti. I due vanno a prendere Sarah a scuola, rivelandole la sera stessa della morte di sua madre. Rocco vagabonda fino a raggiungere un circo dove incontra Emily, una bellissima ragazza albina, ma poco dopo viene accusato di furto e catturato da due uomini che intendono consegnarlo a Spanò (rimproverato da una gelosissima Angela). Turi e Sarah trascorrono una piacevole giornata nella spiaggia di Coney Island, accompagnati da Bruno e Carmela che si raccontano le rispettive difficoltà.
Al ristorante Carmela incontra un uomo che con l'inganno la porta al nascondiglio di Spanò: quest'ultimo tenta di costringerla ad avere un rapporto, al punto da rischiare di strozzarla; la lascia, ma decide di rinchiuderla in una stanza in attesa che cambi idea. Angela chiama Antonio e gli rivela che hanno rapito sua madre. Antonio raggiunge il nascondiglio riuscendo a scappare con la madre, la quale racconta a Bruno le vicende legate a Spanò, dopo di che hanno un'accesa discussione che lascia Carmela piuttosto scossa.
Emily libera Rocco e scappano insieme. Rosa invita Cesare a cenare da lei, e gli mostra le foto di Rocco e Michele, raccontando che morì ucciso a bastonate dai sicari di Spanò; iniziano a baciarsi, ma vengono interrotti da Carlo. Lucky Luciano ordina ad Antonio di eliminare Cesare, ma lui lo chiama di nascosto per avvertirlo: Antonio gli chiede di ferirlo per rendere il fatto più credibile, mentre Cesare promette di far uscire sui giornali la falsa notizia della sua uccisione per depistare i mafiosi. Cesare e Rosa condividono nuovamente un pasto e, dopo aver discusso, hanno un rapporto intimo. Carmela riceve una notifica di sfratto da una società per azioni gestita da Spanò; subito dopo, insieme a Bruno, raggiunge Rosa, Carlo e i suoi dipendenti che manifestano contro la speculazione edilizia. La polizia prende a manganellate i manifestanti, Carmela sviene e viene portata in ospedale dove viene visitata da Bruno, il quale preferisce farla rimanere nella struttura ancora per un po'.
Alfredo lavora al banco dei pegni della sorella Maria, dove inizia a far credito di fiducia ad artigiani locali per aiutare le loro attività: quest'iniziativa attira l'attenzione di Fiorello La Guardia, candidato sindaco per il secondo mandato, che gli propone di far parte della sua lista. Quando Lucky Luciano lo viene a sapere ne discute con Antonio affinché vi sia un'ipoteca sulla nuova amministrazione. Alfredo si scontra col fratello, si sfoga con Sharon e, dopo vari ripensamenti, decide di chiamare Antonio per incontrarlo; un collaboratore di Lucky Luciano assiste alla chiamata e lo informa della cosa. Antonio racconta a sua madre del patto che Alfredo intende stringere, ammettendo di essere stato lui a fargli la proposta; Carmela è distrutta e gli ordina di andarsene, poi decide di parlarne personalmente con Alfredo, che si dice costretto ad accettare in quanto aveva perso col business. Carmela è profondamente delusa dal suo comportamento, avendolo sempre considerato il figlio più in gamba.
Alfredo chiede a Fiorello La Guardia di ritirare la sua candidatura. Turi ascolta di nascosto Alfio e Maria parlare di un loro possibile figlio e, durante una passeggiata in spiaggia con Antonio, si sfoga con lo zio, il quale lo tranquillizza e gli consiglia d'iscriversi all'accademia navale. La responsabile della campagna elettorale Rita Di Leo propone ad Alfredo un altro lavoro; Alfredo rifiuta, le rivela che Sharon è molto gelosa di lei, poi si baciano. Rocco ed Emily raggiungono la fattoria del nonno della ragazza in Virginia, e da lì chiamano Carmela, che si mette subito in viaggio con Bruno. Dopo una commovente riunione in cui Rocco esprime il desiderio di rimanere lì con Emily, che viene ringraziata da Carmela, durante il viaggio di ritorno sul treno Bruno rassicura Carmela e ammette di essersi innamorato di lei, condividendo un bacio appassionato. Nel frattempo Verena, che in realtà è rimasta solo gravemente ferita dagli spari, si risveglia in un ospedale della Polonia.
- Ascolti: telespettatori 4 582 000 – share 19,3%[4].

## Episodio 3
Bruno chiede a Carmela di sposarlo, ma la donna non è ancora pronta poiché è successo tutto molto in fretta e porta ancora l'anello donatole da Amedeo. Carmela confida a Rosa i suoi sensi di colpa, e la ragazza le rivela di star frequentando Cesare, con cui crede di poter ricominciare. Bruno rivela a Carmela di aver scoperto che sua moglie Verena è viva e sta per raggiungerlo grazie a Carlo e Rosa; l'uomo è comunque intenzionato a continuare la sua relazione con Carmela, ma lei è contraria. Spanò si presenta all'ospedale di Bruno per intimorirlo, e quando Spanò minaccia di far del male sua figlia Sarah, Bruno lo lascia andare. Alfio e Turi cenano da soli: il ragazzo lo ringrazia per aver usato una scusa per coprirlo con sua madre (infatti alcuni compagni di scuola avevano insultato Sarah per il suo essere ebrea, e lui aveva rimediato un livido in testa), e quando chiama suo padre “un debole” per averli lasciati, Alfio lo riprende. Carmela confida i suoi turbamenti a Bruno, consigliandogli di tornare con Verena, e gli dà dei soldi ottenuti vendendo l'anello di Amedeo (convinta che lui avrebbe fatto lo stesso), per pagare il suo viaggio. Sarah li ascolta e scopre che sua madre è viva.
Alfio dice a Maria di voler rivelare la verità a Turi sulla loro relazione, però Maria è assolutamente contraria. Turi ascolta una parte della conversazione e, quando Maria si allontana, Alfio decide di rivelargli tutto, lasciando Turi nel totale sconforto; passeggiando con Antonio, Turi piangendo gli dice di sentirsi in colpa per aver pensato che suo padre fosse un debole vigliacco, e che gli vorrà sempre bene. Presto Turi parte per iscriversi all'accademia navale, e prima di andarsene saluta sua madre, dicendole di aver saputo la verità da Alfio, che ha perdonato, e Sarah. Verena sbarca a New York, e a cena Carmela tenta di dissimulare il proprio disagio; Bruno segue Carmela, che resiste alle sue dichiarazioni. Salvo rivela a Spanò che Bruno non vive più con Carmela, ma l'uomo crede che ciò non sia dovuto alle sue minacce. Antonio osserva e fotografa di nascosto una riunione tra mafiosi per radere al suolo Little Italy e costruirci grattacieli, e ne parla con Cesare. Una notte la tipografia di Carlo viene presa d'assalto e Salvo stupra Rosa, alla quale minacciano di uccidere i figli; Carmela raggiunge la tipografia poco dopo il fatto.
Carmela raggiunge Antonio e lo ripudia, rivelandogli quanto successo e pensando che non abbia mai smesso di avere legami con la mafia. Antonio avverte Cesare, che spara mortalmente a Salvo quando questi cerca di uccidere Antonio in una sparatoria. Il giorno dopo Cesare consegna a Rosa una pistola per difendersi; nel mentre Fiorello La Guardia raggiunge Carlo per sostenerlo in questo momento difficile. Spanò legge la notizia su un giornale e promette vendetta. Cesare cerca di sottrarre i passaporti falsi di cui Rosa gli aveva parlato poco prima, preoccupato delle conseguenze dell'illegalità della cosa, e quando Rosa comincia a sparare fugge. Quando Carlo viene arrestato Rosa intuisce il coinvolgimento di Cesare: quest'ultimo rivela perciò di lavorare per l'FBI e di chiamarsi Cesare Vitale, perché infatti fino ad allora si era sempre presentato come Peter Costa. Rosa, sentendosi usata, non vuole vederlo mai più. Carmela ritira una cassa di peperoni dove sono stati messi degli esplosivi; poco dopo essere uscita dal ristorante, le bombe esplodono, fortunatamente senza uccidere nessuno.
Tre mesi dopo, Fiorello La Guardia viene finalmente eletto per la seconda volta sindaco di New York. Alfredo, che si è fidanzato con Rita dopo che Sharon lo ha lasciato per un altro, poi rivelatosi colluso con la mafia, propone a sua madre di aprire un nuovo ristorante in spiaggia. Lucky Luciano viene arrestato, e Antonio ribadisce a Cesare di non considerare chiuso il loro accordo fino a che Spanò non avrà quello che si merita; prima di prendere il posto di Lucky Luciano, Spanò intende far fuori Antonio. Grazie a tre giorni di licenza Turi visita la propria famiglia, accompagnato da Antonio, con la contrarietà di Carmela che si rifiuta di parlargli. Mentre si trova in spiaggia con Turi, Antonio viene sorpreso da Spanò e alcuni suoi scagnozzi; Antonio ordina al nipote di andare in acqua e, nella sparatoria che ne segue, rimane ucciso. Al funerale di Antonio, Cesare rivela alla sua famiglia che in realtà lui lavorava da anni per lo Stato Americano, e che il suo unico pensiero era proteggere la sua famiglia; non avendo potuto organizzare una cerimonia ufficiale, Cesare consegna loro una medaglia al valore per i servigi resi al Paese da Antonio.
Sei anni dopo, 22 giugno 1943. Al ristorante sulla spiaggia di Coney Island viene celebrata la festa per la nascita della neonata Carmela, figlia di Sarah e Turi, il quale è diventato tenente e in procinto di partire in guerra. Alfredo è rientrato nella lista di Fiorello La Guardia; Rosa e Carlo hanno una relazione e progettano il matrimonio; Rocco ed Emily, che è incinta, intrattengono gli ospiti suonando e cantando. Bruno, rimasto con Verena, consegna a Carmela un anello, che è proprio quello che Carmela aveva ricevuto di Amedeo e che aveva venduto per pagare il viaggio di Verena. Turi viene assegnato a una missione in Sicilia e incontra Cesare, il quale gli conferma che nello sbarco sull'isola per colpire le forze nemiche sarà utile l'apporto della mafia siciliana: anche se la cosa ripugna l'FBI, ci sono delle priorità da rispettare. Nel carcere di Sing Sing, Turi e Cesare incontrano Lucky Luciano, che dopo una breve colloquio decide di appoggiarli.
Sicilia sud orientale, luglio 1943. Turi raggiunge con alcuni compagni la villa di Spanò, sposato con Angela e padre del piccolo Vito. Turi si confronta con Spanò, rivelandogli che Lucky Luciano ha saputo che è stato proprio lui a tradirlo, e che le famiglie mafiose newyorchesi e siciliane ora sono tutte contro di lui. Turi lo mette di fronte ad una scelta: o si spara, o sarà lui a farlo. Spanò si suicida. Carmela, divenuta da poco nonna anche di Antonio, figlio di Rocco ed Emily, riceve una commovente lettera di Turi e osserva il mare, ripensando a tutte le traversie subite dalla sua famiglia nel corso degli anni, finalmente serena.
- Ascolti: telespettatori 4 676 000 – share 18,5%[5].